# John Hoeven
John Henry Hoeven III (Bismarck (North Dakota), 13 maart 1957) is een Amerikaans politicus van de Republikeinse Partij. Hij is Senator voor North Dakota sinds 2011, en diende eerder als de 31e gouverneur van North Dakota van 2000 tot 2010.

## Levensloop
Hoeven behaalde een MBA aan de Northwestern-universiteit. Na zijn studie werd hij bankier. Van 1993 tot 2000 was hij CEO van de Bank of North Dakota.
In 2000 stelde hij zich verkiesbaar voor het gouverneurschap van zijn thuisstaat. De toenmalige gouverneur Ed Schafer stelde zich niet meer verkiesbaar. Hoeven versloeg zijn Democratische opponent Heidi Heitkamp met een marge van tien punten. Hij werd tweemaal herkozen en bleef bijna tien jaar in functie. Tijdens zijn gouverneurschap groeide de economie van North Dakota met 75 procent en werden bijna veertigduizend nieuwe banen gecreëerd. De financiële reserve van de staat steeg naar 700 miljoen dollar. Vanaf 2007 was Hoeven de langstzittende gouverneur van Amerika.
Byron Dorgan, senator voor North Dakota, stelde zich in 2010 niet langer verkiesbaar voor de Senaat. Hoeven maakte daarom op 11 januari 2010 zijn kandidatuur bekend en werd uiteindelijk met 76 procent van de stemmen gekozen.
Qua politieke standpunten wordt Hoeven beschouwd als conservatief. Hij is pro-life en is tegen abortus, behalve in het geval van incest, verkrachting of als het leven van de moeder in gevaar is. Ook is hij er tegen dat het huwelijk wordt opengesteld voor mensen van dezelfde sekse. Ook ziet hij alternatieve energiebronnen als een oplossing voor de energieproblemen op de lange termijn, maar denk dat oliewinning voorlopig nog nodig is.
Alabama: Tuberville (R) · Britt (R)
Alaska: Murkowski (R) · Sullivan (R)
Arizona: Kelly (D) · Gallego (D)
Arkansas: Boozman (R) · Cotton (R)
Californië: Padilla (D) · Schiff (D)
Colorado: Bennet (D) · Hickenlooper (D)
Connecticut: Blumenthal (D) · Murphy (D)
Delaware: Coons (D) · Blunt Rochester (D)
Florida: R. Scott (R) · Moody (R)
Georgia: Ossoff (D) · Warnock (D)
Hawaï: Schatz (D) · Hirono (D)
Idaho: Crapo (R) · Risch (R)
Illinois: Durbin (D) · Duckworth (D)
Indiana: Young (R) · Banks (R)
Iowa: Grassley (R) · Ernst (R)
Kansas: Moran (R) · Marshall (R)
Kentucky: McConnell (R) · Paul (R)
Louisiana: Cassidy (R) · Kennedy (R)
Maine: Collins (R) · King (O)
Maryland: Van Hollen (D) · Alsobrooks (D)
Massachusetts: Warren (D) · Markey (D)
Michigan: Peters (D) · Slotkin (D)
Minnesota: Klobuchar (D) · Smith (D)
Mississippi: Wicker (R) · Hyde-Smith (R)
Missouri: Hawley (R) · Schmitt (R)
Montana: Daines (R) · Sheehy (R)
Nebraska: Fischer (R) · Ricketts (R)
Nevada: Cortez Masto (D) · Rosen (D)
New Hampshire: Shaheen (D) · Hassan (D)
New Jersey: Booker (D) · Kim (D)
New Mexico: Heinrich (D) · Luján (D)
New York: Schumer (D) · Gillibrand (D)
North Carolina: Tillis (R) · Budd (R)
North Dakota: Hoeven (R) · Cramer (R)
Ohio: Moreno (R) · Husted (R)
Oklahoma: Lankford (R) · Mullin (R)
Oregon: Wyden (D) · Merkley (D)
Pennsylvania: Fetterman (D) · McCormick (R)
Rhode Island: Reed (D) · Whitehouse (D)
South Carolina: Graham (R) · T. Scott (R)
South Dakota: Thune (R) · Rounds (R)
Tennessee: Blackburn (R) · Hagerty (R)
Texas: Cornyn (R) · Cruz (R)
Utah: Lee (R) · Curtis (R)
Vermont: Sanders (O) · Welch (D)
Virginia: Warner (D) · Kaine (D)
Washington: Murray (D) · Cantwell (D)
West Virginia: Moore Capito (R) · Justice (R)
Wisconsin: Johnson (R) · Baldwin (D)
Wyoming: Barrasso (R) · Lummis (R)
(D): Democraat · (R): Republikein · (O): Onafhankelijk
- Gemeinsame Normdatei: 1193258995
- International Standard Name Identifier: 0000 0000 4725 2580
- Library of Congress Control Number: no2007091525
- SNAC: w6fb6mdd
- Biographical Directory of the United States Congress: H001061
- Virtual International Authority File: 66254195
- WorldCat: E39PBJgXcfYFrVWmMFkfvwRMyd